# 고테라 가즈키
고테라 가즈키(일본어: 小寺 一生, 1983년 7월 10일 ~ )는 일본의 전 축구 선수이다.

## 구단 경력
과거 FC 류큐에서 활동하였다.